# Andy Seto
Andy Seto (司徒劍僑, mandarin: Sītú Jiànqiáo) (Hongkong, 1969. június 3. –) kínai képregényíró és -rajzoló, aki leginkább harcművészeti témájú képregényekkel foglalkozik.

## Karrier
Andy Seto közel húsz éve foglalkozik képregényekkel. 1983-ban kezdte pályáját a Jade Dynasty Publishing kiadónál, majd 1989-ben a Freeman Publications Ltd-nél. 1993-ban rajzolta a Cyber Weapon Z képregényt, mellyel a hongkongi képregényvilág elismert alakja lett, és melyből később animációs film is készült. 1997-ben rajzolta a Story of the Tao-t, ezután 1999-ben indította saját vállalkozását, a Neosun Company Ltd-t. Megszerezte a jogokat a Tke King of Fighters Z és a Saint Legend képregényekhez, melyek mindegyikével sikert aratott. Munkájára nagy hatással volt a japán manga író és rajzoló Yasuhiko Yoshikazu.
2001-2002-ben dolgozott a Wang Dulu Crane Iron Pentalogy című wuxia sorozata alapján készült Tigris és sárkány képregénysorozaton. Elég nagy nyomást jelentett számára az azonos című mozifilm változat hatalmas sikere, ami ezzel együtt azonban nagy reklámmal is járt. Wang Dulu leszármazottjától, Mrs. Wangtól megvásárolta a jogokat, So Man Sing, a párbeszédek írója pekingi helyszíneket kutatott fel a képek valósághűsége miatt, és a Wang család is segítséget nyújtott Seto-nak a képregényváltozat megszületéséhez.

## Jelentősebb munkái
- Cyber Weapon Z
- Tigris és sárkány (Crouching Tiger, Hidden Dragon)
- Shaolin Soccer
- Saint Legend
- Story of The Tao
- Dog Story
- Para Para
- The Four Constables
- Sword Kill